# Industriestadt

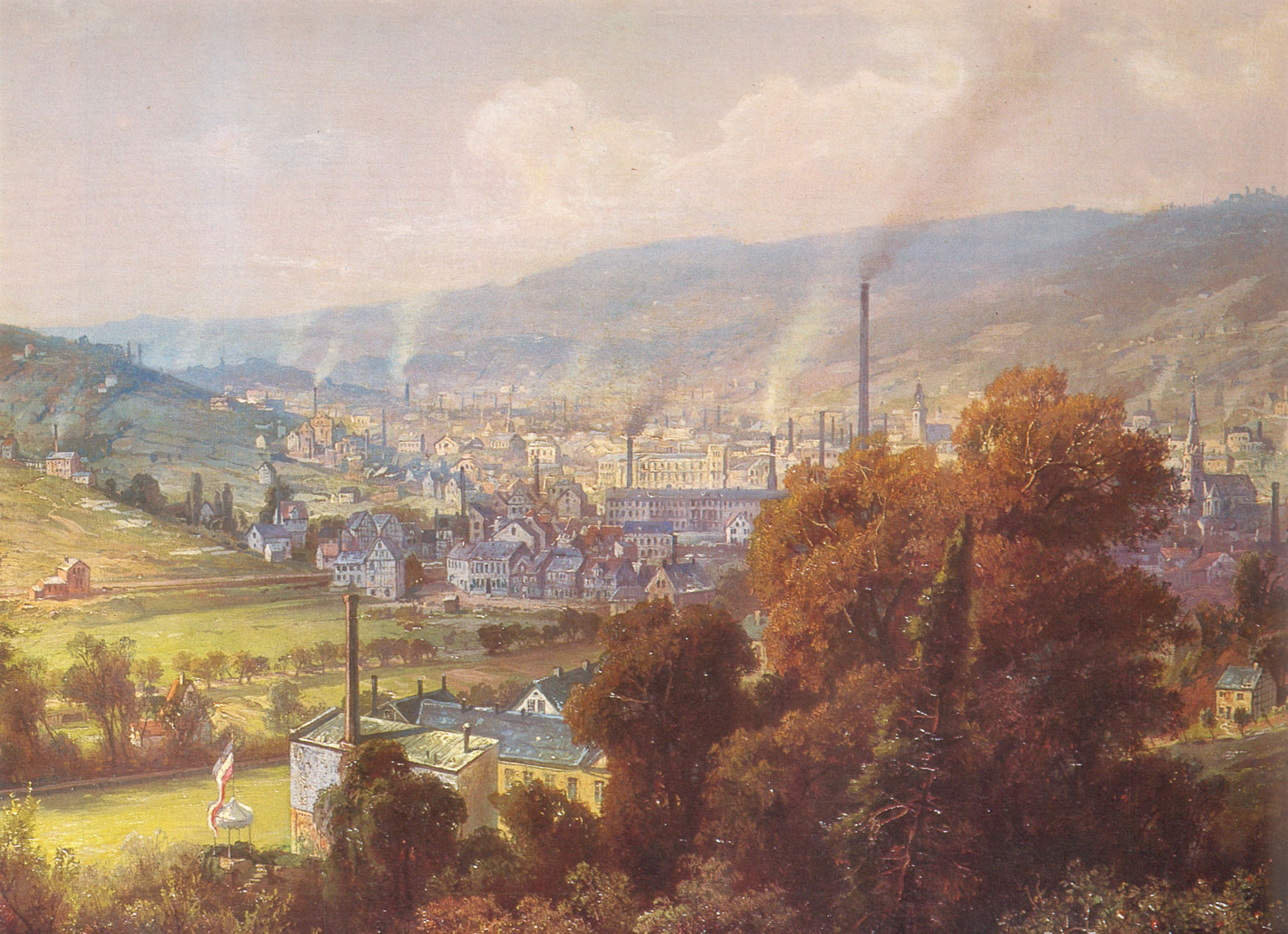
Das hochindustrialisierte Barmen im Jahre 1870. Gemälde von August von Wille (Ausschnitt).

Die Industriestadt oder Fabrikstadt ist eine Stadtform, die im Zuge der Industrialisierung im 19. Jahrhundert entstand. Als Verkehrssystem tritt die Eisenbahn sowie ein rasterförmiges Straßennetz auf. Weitere charakteristische Merkmale sind oftmals Mietskasernen sowie Villengebiete. Ferner fällt auf, dass eine räumliche Trennung von Arbeit und Wohnen erzielt wird, dies aber letztlich doch noch eng nebeneinander existiert.

## Deutschland
Frühe deutsche Industriestädte waren Chemnitz, Zwickau und Berlin. Innerhalb Deutschlands, war Chemnitz hierbei mit Abstand am weitesten entwickelt. Grundlage ihres Aufstiegs war die Textilindustrie. Daher wurde Chemnitz auch „sächsisches Manchester“ genannt.
Heutzutage kann man  die meisten Großstädte in Deutschland als Industriestädte bezeichnen, auch wenn ihre Entwicklung nicht mit der eigentlichen Definition des Begriffes übereinstimmt. So ist die Stadt Hamburg jetzt eine Industriestadt, obwohl sie ihrem Ursprung nach als Handelsstadt bezeichnet werden müsste.
Auch Dortmund und Duisburg im Ruhrgebiet hatten bereits im Mittelalter Bedeutung als Handelsstädte und wuchsen dann im Zuge der Industrialisierung rasant an. Beispiele für „echte“ Industriestädte sind neben vielen anderen Ruhrgebietsstädten Herne oder Gelsenkirchen, die in der vorindustriellen Zeit lediglich kleine Dörfer waren; ähnlich Kattowitz im heute polnischen Oberschlesien.
Verteilung der Werkzeugmaschinenfabriken im Jahr 1846 in Deutschland:
- Chemnitz/Zwickau = ca. 135 Fabriken
- Dresden = ca. 60 Fabriken
- Berlin = ca. 38 Fabriken
- Leipzig = ca. 18 Fabriken
- Köln = ca. 5 Fabriken
- Düsseldorf = ca. 5 Fabriken
- Unterfranken = ca. 5 Fabriken

## Schweiz
Die nordschweizerische Stadt Winterthur ist ein Beispiel einer von der Großindustrie stark geprägten Ortschaft. Viele der riesigen Gebäude und Hallen stammen aus dem 19. Jahrhundert und wurden nach dem Untergang der dominierenden Maschinenindustrie in den 1980er-Jahren für kulturelle Zwecke umgebaut.